# Седам плус седам
„Седам плус седам” је југословенска телевизијска серија снимана од 1978. до 1980. године у продукцији Телевизије Београд.

## Улоге
| Глумац              | Улога                       |
| ------------------- | --------------------------- |
| Небојша Кунић       | Неша (20 еп. 1978-1980)     |
| Јован Радовановић   | Јова (20 еп. 1978-1980)     |
| Зарије Раковић      | Таса (20 еп. 1978-1980)     |
| Љубиша Стошић       | Буца (20 еп. 1978-1980)     |
| Милутин Васовић     | Вашке (20 еп. 1978-1980)    |
| Небојша Данчевић    | Дане (12 еп. 1978-1980)     |
| Љубиша Милић        | Љуба (12 еп. 1978-1980)     |
| Локица Стефановић   | Локица (6 еп. 1979-1980)    |
| Биљана Ристић       | Биљана (3 еп. 1978-1980)    |
| Здравко Чолић       | Здравко (2 еп. 1978-1980)   |
| Мија Алексић        | Мија (2 еп. 1978-1979)      |
| Мира Бањац          | Мира (2 еп. 1978-1979)      |
| Арсен Дедић         | Арсен (2 еп. 1978-1979)     |
| Тереза Кесовија     | Тереза (2 еп. 1978-1979)    |
| Злата Петковић      | Злата (2 еп. 1978-1979)     |
| Далиборка Стојшић   | Далиборка (2 еп. 1978-1979) |
| Оливер Драгојевић   | Оливер (2 еп. 1979-1980)    |
| Неда Украден        | Неда (2 еп. 1979-1980)      |
| Бранислав Тодоровић | (2 еп. 1979)                |

 Остале улоге ▼
| Глумац                     | Улога                                                |
| -------------------------- | ---------------------------------------------------- |
| Лола Новаковић             | Лола (2 еп. 1980)                                    |
| Јаника Балаш               | Јаника (1 еп. 1978)                                  |
| Светлана Бојковић          | Цеца (1 еп. 1978)                                    |
| Милена Дравић              | Милена (1 еп. 1978)                                  |
| Владета Кандић             | Бата Канда (1 еп. 1978)                              |
| Каменко Катић              | Каменко (1 еп. 1978)                                 |
| Александар Кораћ           | Аца (1 еп. 1978)                                     |
| Иванка Лукатели            | Иванка (1 еп. 1978)                                  |
| Бранко Милићевић           | Коцкица (1 еп. 1978)                                 |
| Драган Никитовић           | Драган (1 еп. 1978)                                  |
| Мића Орловић               | Мица (1 еп. 1978)                                    |
| Миодраг Петровић Чкаља     | Чкаља (1 еп. 1978)                                   |
| Јелисавета Сека Саблић     | Сека (1 еп. 1978)                                    |
| Слободан Сантрач           | Слоба (1 еп. 1978)                                   |
| Живан Сарамандић           | Живан (1 еп. 1978)                                   |
| Хелга Влаховић             | Хелга (1 еп. 1978)                                   |
| Ђорђе Балашевић            | Ђоле (1 еп. 1979)                                    |
| Тања Бошковић              | Тања (1 еп. 1979)                                    |
| Петар Божовић              | Петар (1 еп. 1979)                                   |
| Вера Чукић                 | Вера (1 еп. 1979)                                    |
| Драгутин Добричанин        | Гута (1 еп. 1979)                                    |
| Мики Јевремовић            | Мики (1 еп. 1979)                                    |
| Дубравка Јусић             | Дубравка (1 еп. 1979)                                |
| Радмила Караклајић         | Радмила (1 еп. 1979)                                 |
| Оливера Катарина           | Оливера (1 еп. 1979)                                 |
| Мони Ковачић               | Мони (1 еп. 1979)                                    |
| Драган Лаковић             | Драган (1 еп. 1979)                                  |
| Ђорђе Марјановић           | Ђорђе (1 еп. 1979)                                   |
| Лео Мартин                 | Лео (1 еп. 1979)                                     |
| Радмила Микић              | Радмила (1 еп. 1979)                                 |
| Гертруда Мунитић           | Гертруда (1 еп. 1979)                                |
| Габи Новак                 | Габи (1 еп. 1979)                                    |
| Маја Оџаклијевска          | Маја (1 еп. 1979)                                    |
| Дејан Петковић             | Дејан (1 еп. 1979)                                   |
| Зоран Радмиловић           | Зоран (1 еп. 1979)                                   |
| Снежана Савић              | Снежана (1 еп. 1979)                                 |
| Никола Симић               | Никола (1 еп. 1979)                                  |
| Војислав Симић             | Војислав (1 еп. 1979)                                |
| Јелица Сретеновић          | Јелица (1 еп. 1979)                                  |
| Данило Бата Стојковић      | Бата (1 еп. 1979)                                    |
| Бисера Велетанлић          | Бисера (1 еп. 1979)                                  |
| Велимир Бата Живојиновић   | Бата (1 еп. 1979)                                    |
| Перо Зубац                 | Перо (1 еп. 1979)                                    |
| Дубравка Зубовић           | Дубравка (1 еп. 1979)                                |
| Драгомир Бојанић Гидра     | Гидра (1 еп. 1980)                                   |
| Весна Буторац              | Весна (1 еп. 1980)                                   |
| Весна Чипчић               | Весна (1 еп. 1980)                                   |
| Љупка Димитровска          | Љупка (1 еп. 1980)                                   |
| Милован Илић Минимакс      | Минимакс (1 еп. 1980)                                |
| Ибрица Јусић               | Ибрица (1 еп. 1980)                                  |
| Јелена Катић               | Јелена (1 еп. 1980)                                  |
| Јован Колунџија            | Јован (1 еп. 1980)                                   |
| Зденка Ковачичек           | Зденка (1 еп. 1980)                                  |
| Петар Краљ                 | Петар (1 еп. 1980)                                   |
| Исмета Крвавац             | Исмета (1 еп. 1980)                                  |
| Сузана Манчић              | Сузана (1 еп. 1980)                                  |
| Миливоје Марковић          | Миливоје (1 еп. 1980)                                |
| Оливера Марковић           | Оливера (1 еп. 1980)                                 |
| Сеид Мемић Вајта           | Вајта (1 еп. 1980)                                   |
| Живојин Жика Миленковић    | Жика (1 еп. 1980)                                    |
| Живан Милић                | Живан (1 еп. 1980)                                   |
| Кемал Монтено              | Кемал (1 еп. 1980)                                   |
| Сашка Петровска            | Сашка (1 еп. 1980)                                   |
| Раде Шербеџија             | Раде (1 еп. 1980)                                    |
| Петар Слај                 | Петар (1 еп. 1980)                                   |
| Ружица Сокић               | Ружица (1 еп. 1980)                                  |
| Властимир Ђуза Стојиљковић | Ђуза (1 еп. 1980)                                    |
| Раде Вучић                 | Раде (1 еп. 1980)                                    |
| Јелена Тинска              | Бриде, анд манy отхер роле'с (непознат број епизода) |

Комплетна ТВ екипа ▼
| Редитељ    | Јован Ристић    | (20 еп. 1978—1980)           |
| Сценариста | Дејан Патаковић | (20 еп. 1978—1980)           |
| Продуцент  | Ненад Романо    | продуцент (12 еп. 1978—1979) |